# Philip Stone
Philip Stone (Kirkstall, Leeds, Yorkshire del Oeste; 14 de abril de 1924-Londres, 15 de junio de 2003), de nombre real Philip Stones, fue un actor británico de cine y televisión. Sus trabajos más destacables son tres papeles en películas consecutivas de Stanley Kubrick: el padre de Alex en A Clockwork Orange (1971); el abogado de la familia Lyndon, llamado Graham, en Barry Lyndon (1975); y Delbert Grady, el guarda original del hotel, en The Shining (1980). Es el único actor, además de Joe Turkel, que aparece en tres filmes de Kubrick.

## Biografía
Stone nació en Kirkstall, un barrio de la ciudad de Leeds. Sirvió en la Royal Air Force durante la Segunda Guerra Mundial, y su primer trabajo fue en una empresa de ingeniería en Leeds. En 1947 contrajo la tuberculosis, que le mantuvo alejado del trabajo durante varios años para recibir tratamiento. Estuvo casado desde 1953 con Margaret Pickford, hasta la muerte de ella en 1984. El matrimonio tuvo tres hijos.

## Filmografía
- The Old Pull 'n Push (1960)
- The Avengers (1961), serie de televisión.
- Coronation Street (1961-1965)
- Top Secret (1962)
- The Big Pull (1962)
- Z Cars (1962-1963)
- Never Mention Murder (1964)
- Thunderball (1965)
- The Rat Catchers (1966-1967)
- Where Eagles Dare (1968)
- Fragment of Fear (1970)
- A Clockwork Orange (1971)
- Justice (1971-1973)
- Hitler: The Last Ten Days (1973)
- Barry Lyndon (1975)
- Voyage of the Damned (1976)
- J. R. R. Tolkien's The Lord of the Rings (1978), voz de Théoden
- S.O.S. Titanic (1979)
- The Shining (1980)
- Flash Gordon (1980)
- Green Ice (1981)
- The Phantom of the Opera (1983)
- Indiana Jones and the Temple of Doom (1984)
- Pope John Paul II (1984)
- The Baby of Mâcon (1992)
- Jenny's War (1985)
- Charters & Caldicott (1985), miniserie
- Room at the Bottom (1988)
- Chancer (1991)
- Mr Don & Mr George (1993)
- Moses (1995)
- A Certain Justice (1998)
- Doomwatch: Winter Angel (1999)